# Гудвилл Звелитини
Гудвилл Звелитини (зулу Goodwill Zwelithini kaBhekuzulu, 14 июля 1948, Нонгома, Квазулу-Натал, ЮАР — 12 марта 2021) — правитель (инкоси) зулусов с 1968 года.
Он стал королём после смерти своего отца Киприана Бекузулу в 1968 году. Принц Исраэль Мквайзени исполнял обязанности регента с 1968 по 1971 год, в то время как Гудвилл скрывался на острове Святой Елены в течение трёх лет, чтобы избежать убийства. После своего 21-го дня рождения и первого брака Звелитини был коронован в качестве восьмого монарха зулусов на традиционной церемонии в Нонгоме 3 декабря 1971 года, в которой приняли участие 20 000 человек.

## Политическая роль
В вакууме власти, созданном в 1990-е годы, когда апартеид был отменён, инкоси не всегда мог избежать вовлечения в партизанскую политику. Зулусская Партия свободы Инката первоначально выступала против тех частей новой конституции, которые отстаивал Африканский национальный конгресс в отношении внутреннего управления Квазулу. В частности, Инката активно выступала за автономного и суверенного монарха зулусов в качестве конституционного главы государства. В результате Инката воздержалась от регистрации своей партии на выборах 1994 года в качестве оппозиционной. Однако, как только стало очевидно, что её усилия не остановят выборы, партия была зарегистрирована. Она продемонстрировала свою политическую силу, получив на этих выборах большинство голосов провинций за Квазулу-Натал.
Хотя конституция делает роль монарха в значительной степени церемониальной, и он обязан действовать по официальному совету премьера провинции, иногда президент Нельсон Мандела предпринимал попытки обойти Инкату в переговорах с зулусами, делая прямые предложения королю (дочь Манделы, Зенани, замужем за принцем Тумбумузи Дламини, братом великой жены Звелитини, королевы Мантфомби). Тем не менее Инката оставалась у власти в провинции до 2003 года.
В течение большей части царствования короля его двоюродный дядя Мангосуту Бутелези основатель и глава Инката, был премьер-министром зулусов. Но в сентябре 1994 года напряженность между ранее союзными родственниками достигла своего пика, когда приблизился ежегодный праздник Чака Зулу. Слухи о том, что король маневрирует, чтобы заменить Бутелези на посту премьер-министра бывшим регентом принцем Мквайзени, который присоединился к АНК в 1990 году, казались вероятными после того, как король объявил, что Бутелези больше не будет его главным советником, и одновременно отменил праздничную церемонию. Для его безопасности федеральные войска сопроводили Звелитини на вертолете в Йоханнесбург. Хотя Бутелези в то время занимал пост министра внутренних дел в кабинете министров Южной Африки, усилия президента Манделы по посредничеству в примирении потерпели неудачу. Бутелези перенёс мероприятие из Нонгомы в Стангер и обратился к толпе из 10 000 своих зулусских сторонников.
Впоследствии пресс-секретарь короля, принц Сифисо Зулу, давал интервью по телевидению в студии South African Broadcasting Corporation, когда Бутелези и его телохранители насильно прервали передачу, физически запугав ведущего. Этот телевизионный инцидент привлек внимание всей страны и публичный упрёк со стороны Манделы, побудив Бутелези извиниться перед зулусской королевской семьёй, кабинетом министров и народом за своё поведение. Отношения между Звелитини и Бутелези впоследствии улучшились.
Гудвилл Звелитини сотрудничал, как того требует закон, с АНК с тех пор, как она взяла бразды правления в Квазулу-Натале. Финансы короля контролируются властями провинции Квазулу-Натал.
В 1989 году он раскритиковал руководство АНК за то, что оно не пригласило его и Бутелези на митинг, приветствовавший возвращение обвиняемых по делу Ривонии, которые были освобождены после почти трёх десятилетий тюремного заключения.
Как конституционный монарх королевства Квазулу-Натал, он является главой Убухоси, признанного государством института традиционного руководства, состоящего из местных вождей. Его руководящая роль также включает в себя председательство в племенной администрации Усуту и региональной администрации Нонгома, учрежденных в соответствии с положениями Закона Квазулу Амахоси и закона Изипхаканйисва. В своём выступлении на открытии провинциального парламента 28 сентября 2003 года король посоветовал правительству и законодателям уделять больше внимания Убухоси.

## Культурная роль
Король является председателем траст Ингоньяма, корпоративного предприятия, созданного для управления землёй, традиционно принадлежащей монарху, в интересах, материального благосостояния и социального благополучия народа зулу. Эта земля составляет 32 % от площади Квазулу-Натала.
Как хранитель зулусских традиций и обычаев, Звелитини возродил такие культурные мероприятия, как Умхланга, красочная и символическая церемония танца тростника, которая, среди прочего, способствует нравственному осознанию и просвещению по вопросам СПИДа среди зулусских женщин, и Умхоси Воквешвама, церемония первых плодов, которая является традиционным мероприятием, включающим некоторые традиционные ритуалы, включая убийство быка. Последняя церемония была предметом судебного иска, поданного в ноябре 2009 года организацией Animal Rights Africa, утверждающей, что метод убийства животного был жестоким и варварским. Гудвилл также много ездил за границу, чтобы продвигать туризм и торговлю Квазулу-Натала на Западе, а также собирать средства для благотворительных организаций, поддерживаемых зулусами, часто в сопровождении одной из своих королев-консортов. В таких случаях он часто официально принимается местными зулусскими организациями и предоставляет аудиенции зулусам, живущим за границей.
В июне 1994 года университет Зулуленда присвоил королю почётную докторскую степень по сельскому хозяйству. Он является ректором южноафриканского филиала американского университета Ньюпорта. В марте 1999 года университет Кокера Южной Каролины присудил ему почётную докторскую степень по юриспруденции. В первой половине 2001 года он был введён в должность канцлера ML Sultan Technikon в Квазулу-Натале.
Официальная биография монарха Король Гудвилл была опубликована в 2003 году. Премьера музыкальной инсценировки этого произведения состоялась в театре Маркет в Йоханнесбурге 16 марта 2005 года.
В 2004 году король выступил в Церкви всех наций в Лагосе в Нигерии с речью о важности торговли и мира.

## Семья
По состоянию на 2018 год у короля Гудвилла Звелитини шесть жён и 28 детей.

## Болезнь и смерть
Последние месяцы жизни он страдал хроническим сахарным диабетом. В феврале 2021 года он был госпитализирован из-за нестабильного уровня сахара в крови, в начале марта был госпитализирован вторично и помещён в реанимацию. Скончался 12 марта 2021 года на 73-м году жизни. Во время подготовки к его похоронам Мангосуту Бутхелези объявил, что он умер от COVID-19.